# ジョン・ド・ラ・ポール (第2代サフォーク公)

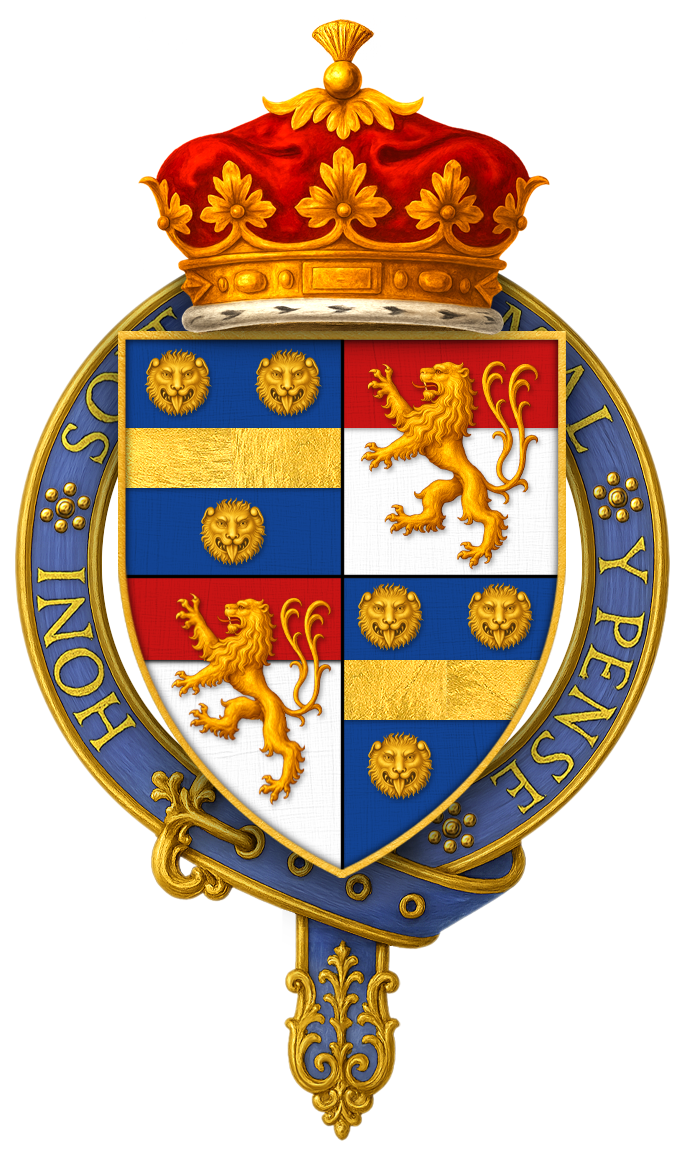
第2代サフォーク公ジョンの紋章

第2代サフォーク公ジョン・ド・ラ・ポール（John de la Pole, 2nd Duke of Suffolk, KG, 1442年9月27日 - 1491年10月29日から1492年10月27日の間）は、「トリミング公」として知られるイングランドの貴族である。

## 生涯
初代サフォーク公ウィリアム・ド・ラ・ポールとアリス・チョーサー（庶民院議長トーマス・チョーサーの娘、ジェフリー・チョーサーの孫娘）の子として生まれた。
1450年2月7日にマーガレット・ボーフォートと結婚した（ローマ教皇の署名は1450年8月18日）。しかしこの結婚は1453年2月に国王ヘンリー6世の権限で無効にされた。1458年2月以前のある時期に、ジョンはエリザベス・オブ・ヨークと再婚した。エリザベスはヨーク派の首領ヨーク公リチャードとセシリー・ネヴィルの娘である。当然、エリザベスの兄弟であるエドワード4世、ラトランド伯エドムンド、マーガレット・オブ・ヨーク、クラレンス公ジョージ、リチャード3世とも義兄弟という事になる。この結婚によってジョンとヨーク派の距離は一気に近づいた。
1463年3月23日、ジョンは特諭をもってサフォーク公に列せられた。また、母方の祖父から引き継がれてきたウォリングフォード城（Wallingford Castle）の城主にもなる。1472年にガーター勲章を叙勲し、オックスフォード大学の総長補佐に就任する。また、後にアイルランド総督にも就任する。
ジョンはサフォーク州のウィンフィールドに埋葬された。

## 子供
エリザベス・オブ・ヨークとの間には8人の子供がいた（以下、一部順序不明）。
- キャサリン（1461年頃 - 1523年） - ストートン卿ウィリアムと結婚した。
- ジョン（1464年頃 - 1487年6月16日） - リンカーン伯
- エリザベス（1466年頃 - 1489年） - モーリー卿ヘンリー・ラブルと結婚した。
- エドムンド（1471年/1472年 - 1513年4月30日） - 第3代サフォーク公
- リチャード（1480年 - 1525年2月24日） - 反逆を試みる。後にパヴィアの戦いで戦死。
- ハンフリー - 聖職者。
- ウィリアム（? - 1504年1月以降） - ウィンフィールドの騎士。
- エドワード - リッチモンドの助祭長。

| イングランドの爵位              | イングランドの爵位           | イングランドの爵位              |
| ------------------------------- | ---------------------------- | ------------------------------- |
| 先代 ウィリアム・ド・ラ・ポール | サフォーク公 1463年 - 1491年 | 次代 エドムンド・ド・ラ・ポール |
| 先代 ウィリアム・ド・ラ・ポール | サフォーク伯 1450年 - 1463年 | 次代 エドムンド・ド・ラ・ポール |